# Armenag Haigazian

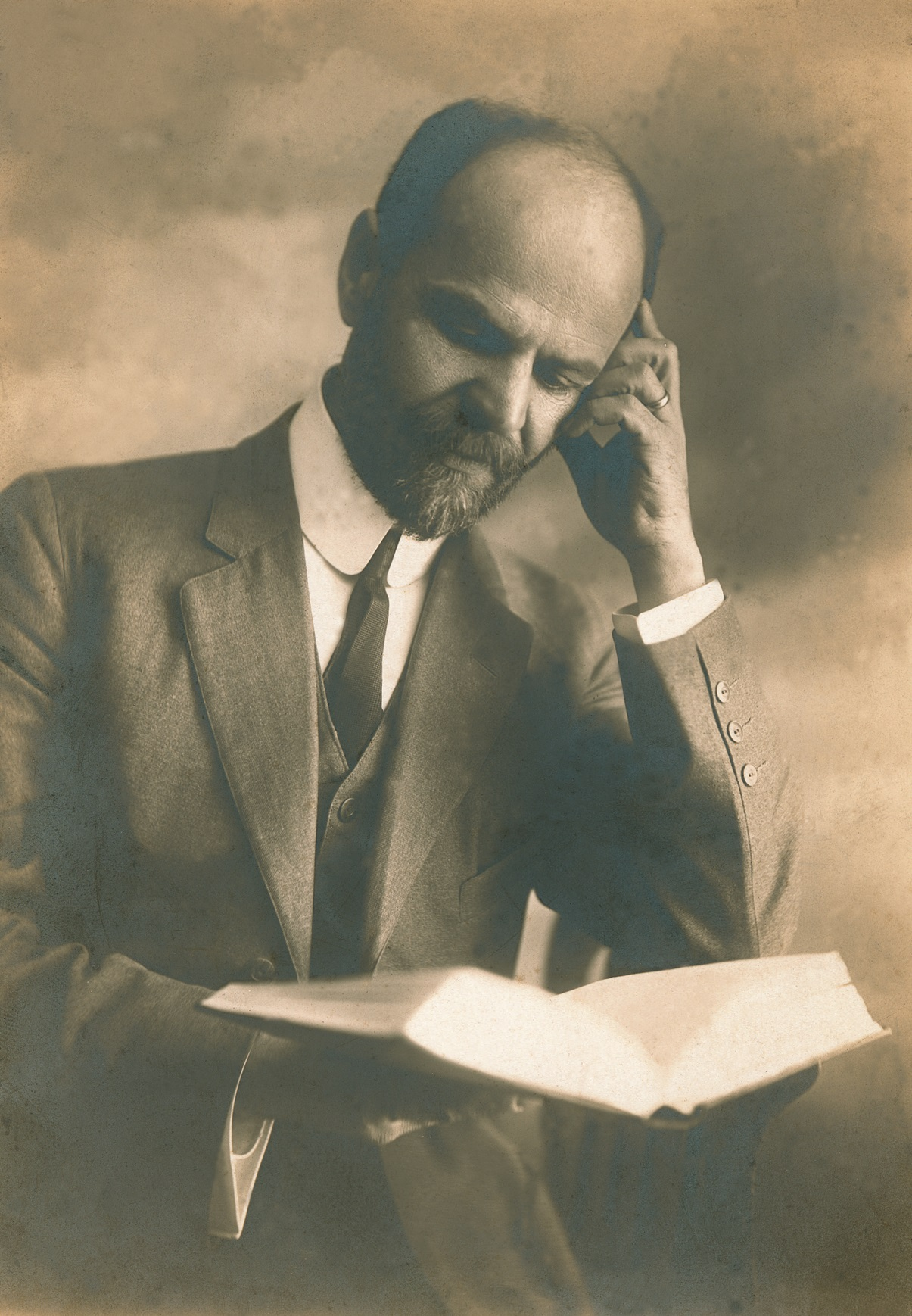
Armenag Haigazian

Armenag Haigazian (Armeens: Արմենակ Հայկազյան) (Hadjin, 1870 - Elazığ, 1921), theoloog en pedagoog, was een Armeens-Turkse directeur van het Apostolische Instituut Jenanian in Konya, Turkije. 
Armenag Haigazian behaalde een Ph.D. aan Yale-universiteit, waarna hij naar Turkije (Sinop) terugkeerde om zijn Armeense landgenoten van dienst te zijn. Toen de Armeense Genocide begon, kon Haigazian terugkeren naar de Verenigde Staten en zodanig zijn leven redden, maar hij gaf de voorkeur bij zijn school en studenten te blijven. Hij werd samen met andere Armeense intellectuelen gedeporteerd naar de Syrische Woestijn en stierf in 1921 in de gevangenis van Kharpert.

## Bron
- Biografische notities op de website van de naar Haigazian vernoemde universiteit